# هما هودفر
هما هودفر استاد بازنشستهٔ رشتهٔ انسان‌شناسی در دانشگاه کنکوردیای کانادا است.
خانم هودفر به غیر از تابعیت ایرانی، شهروندی کانادا و ایرلند را هم دارد. او در سال ۲۰۱۵ دانشگاه کونکوردیا را ترک کرد. فعالیت و تحقیقات او به‌ویژه بر نقش زنان در سیاست متمرکز بود.

## بازداشت
او که برای دیدار خانواده و تحقیق دربارهٔ حضور زنان در انتخابات به ایران سفر کرده بود، در ۱۷ خرداد ۱۳۹۵ در تهران بازداشت و به زندان اوین منتقل شد. او پیشتر در اسفند ۱۳۹۴ بازداشت و سپس آزاد شد و از آن زمان بارها مورد بازجویی قرار گرفت تا این‌که احضاریه‌ای از دادسرای زندان اوین دریافت کرد و بازداشت شد.
منابع رسمی اتهام هودفر را اعلام نکرده‌اند اما گفته شده که او به «همکاری با یک دولت خارجی علیه جمهوری اسلامی ایران» متهم شده‌است.
وب سایت‌های نزدیک به جمهوری اسلامی ایران عضویت هودفر در سازمان (ولوم Women Living Under Muslim Laws) و تلاش برای براندازی نرم را دلیل این دستگیری می‌دانند. از جمله سایت شفاف عبارت زیر را مطرح می‌کند: «هودفر از اعضای مؤسس سازمان «زنانی که تحت قوانین اسلامی زندگی می‌کنند» (ولوم Women Living Under Muslim Laws) یک شبکه همبستگی بین‌المللی برای فمینیست‌های سراسر دنیای اسلام در سال ۱۹۸۴ بود. او هم‌اکنون هم عضو ارشد این سازمان محسوب می‌شود.»
دولت کانادا نسبت به وضعیت هما هودفر که از سوی حفاظت اطلاعات سپاه پاسداران بازداشت شده‌است، ابراز نگرانی کرد و تأکید کرد که برای آزادی وی هر آنچه لازم است انجام خواهد داد. همچنین سازمان حقوق بشری عفو بین‌الملل خواهان آزادی «فوری و بدون قید و شرط» هما هودفر شد.
عباس جعفری دولت‌آبادی، دادستان عمومی و انقلاب تهران، اوایل تیرماه ۱۳۹۵، دربارهٔ آخرین وضعیت پرونده هما هودفر گفت که وی «در حوزه‌های فمینیسم و جرائم امنیتی ورود داشته و پرونده‌اش در دادسرای تهران در حال رسیدگی است». خانواده هما هودفر روز هفتم تیرماه در بیانیه‌ای، اتهام‌های مطرح‌شده از سوی دادستان تهران و برخی رسانه‌ها علیه او را رد کردند.
گروهی از اعضای جوامع اسلامی در کانادا و دانشگاهیان در نامه‌ای به علی خامنه‌ای، خواستار آزادی هما هودفر و دیگر زندانیان سیاسی شدند.
خانواده هما هودفر گفته‌اند که او سابقه یک بیماری شبکه اعصاب دارد و همچنین سکته مغزی کرده بوده و بازجویی‌ها حال او را وخیم کرده‌است.
در روز سه‌شنبه ۹ شهریور شبکه خبری سی‌تی‌وی کانادا به نقل از خانواده هودفر گزارش داد او از زندان به بیمارستان منتقل شده و توان حرف زدن و راه رفتن را از دست داده‌است. پسرعمهٔ وی در گفتگو با فارس، این خبر را تکذیب کرد و گفت که «خبر بی‌بی‌سی دروغ است.»
رضا پهلوی نیز روز ۹ شهریور با ارسال نامه‌ای به جاستین ترودو، نخست‌وزیر کانادا، از وضعیت هودفر به شدت ابراز نگرانی کرده و از دولت کانادا خواستار پیگیری رهایی او شد.
در تاریخ ۳۱ شهریور ۱۳۹۵ استفان دیون، وزیر خارجه کانادا در صفحه توییترش نوشته‌است که با محمدجواد ظریف، وزیر امورخارجه ایران در مورد روابط دو کشور در قالب خاورمیانه و موارد کنسولی بحث کردیم. وب سایت مشرق نیوز در این رابطه نوشته‌است: «موارد کنسولی مورد اشاره دیون، احتمالاً مسئله بازداشت یک تبعه ایرانی-کانادایی به نام «هما هودفر» است که به اتهام فعالیت‌های ضد امنیتی علیه جمهوری اسلامی در بازداشت به سر می‌برد.»

### اتهام همکاری با دانشگاه SOAS
اتهاماتی که به هما هودفر در کنار نزار زاکا، نازنین زاغری و سیامک (محمدباقر) نمازی وارد شده‌است مانند همکاری با دانشگاه سواز لندن (مدرسه مطالعات مشرق‌زمین و آفریقا) کمی عجیب بودند. این دانشگاه از قدیم همکاری خوبی با دانشگاه‌های رسمی ایران ازجمله دانشگاه فردوسی مشهد در زمینه رشته زبان و ادبیات فارسی، یا مرکز طلاب و اسلامی-حوزوی مرکز پژوهشی جامعه المصطفی (به عربی: جامعة المصطفي العالمية) داشته‌است.
برخی از اساتید دانشگاهی مانند سیّد کمال حاج سیّد جوادی استادیار مرکز آموزش عالی میراث فرهنگی سال ۱۳۸۱ و ۸۲ با این دانشگاه همکاری داشته یا تحصیل کرده‌اند.
با یک جستجوی سادهٔ گوگل روی وبگاه‌های دانشگاه‌های ایران می‌توان به سادگی حجم انبوهی از سوابق استناد یا همکاری متقابل دانشگاه‌های ایران و انگلستان به منظور پیشبرد مطالعات فرهنگی بواسطه این دانشگاه را مشاهده کرد: (به انگلیسی: [SOAS OR "سواز"] site:ac.ir)
از جمله کارآفرینی و اشتغال زنان،و مطالعات اسلامی.

## آزادی
پس از ۱۱۲ روز حبس درایران و فقط ۶ روز پس مذاکرات وزرای امورخارجه ایران و کانادا، سخنگوی وزارت امور خارجه ایران از آزادی هما هودفر به دلایل انسان‌دوستانه خبر داد و گفت: خانم هما هودفر استاد بازنشسته دانشگاه‌های کانادا که بر اساس برخی اتهامات در ایران بازداشت بود به دلایل انسان‌دوستانه از جمله بیماری، عصر امروز آزاد و از طریق کشور عمان به کانادا بازگشت.
در این رابطه جاستین ترودو، نخست‌وزیر کانادا، با صدور بیانیه‌ای گفت کانادایی‌ها از اینکه دکتر هودفر از زندان آزاد شده و به زودی به خانواده، دوستان و همکارانش می‌پیوندند، خرسند هستند. او همچنین از تلاش‌های دیگر کشورها برای آزادی هودفر به‌ویژه عمان، ایتالیا و سوئیس تشکر کرد.
هما هودفر در اولین مصاحبه تفصیلی خود با رسانه‌ها بعد از آزادی از زندان در ایران، در گفتگو با خبرنگار شبکه تلویزیونی سی‌بی‌اس نیوز کانادا گفت که بازجویانش او را تهدید کرده بودند که جنازه‌اش را به کانادا خواهند فرستاد. او مدعی شد که در طی ۱۱۲ روز بازداشت در زندان اوین، ده‌ها بار از وی بازجویی و «شکنجه روحی» شده‌است. او در مصاحبه‌اش گفت که دادستان او را متهم کرده که خود را «درگیر فمینیسم» کرده اما او گفته چنین چیزی جرم محسوب نمی‌شود و در نتیجه مقام‌های قضایی اتهام همکاری با دولت‌های متخاصم علیه امنیت ملی را «با مدارک مستدل و متقن» به او نسبت داده‌اند. او افزود که خود را برای گذراندن «چند سال حبس» آماده کرده بود و با اعلام حکم ۱۵ سال زندان، فکر کرده که «ممکن است هرگز آزاد نشود.» خانم هودفر به تلویزیون سی‌بی‌سی گفت که یکی از روش‌های بازجویان این بوده که او را به گریه بیندازند. خانم هودفر گفته‌است که بازجویان سپاه تلاش کردند که روحیه او را تخریب کنند. به گفته او بدترین بخش از بازداشتش زمانی بوده که موزیکی را که در تشییع جنازه همسرش در سال ۲۰۱۴ استفاده شده برای او پخش می‌کردند. به گفته خانم هودفر بازجویان این موزیک را در آی‌پد او پیدا کرده بودند. هودفر در خصوص علت «واقعی» بازداشت خود اظهارنظر کرد و گفت که مشغول جمع‌آوری اطلاعات در حوزه زنان و قداست زدایی دینی و فمینیسم بوده‌است.